# 더 홀 트루스
《더 홀 트루스》(The Whole Truth)는 미국에서 제작한 코트니 헌트 감독의 2016년 법정 스릴러 영화이다. 키아누 리브스, 러네이 젤위거 등이 출연했다.

## 줄거리
국선 변호사 리처드 램지는 17세 소년 마이크 래시터가 그의 부유한 변호사이자 직업상 친구인 아버지 분을 살해한 혐의를 맡는다. 램지는 마이크를 구해야 한다는 압박감을 느끼지만, 마이크의 완전한 침묵으로 인해 어려움을 겪는다. 램지는 또 다른 직업상 친구의 딸이자 재능 있는 젊은 변호사 재넬 브래디를 기업 법률 분야 경력을 그만둔 후 자신의 동료로 고용한다.
첫 번째 증인인 전세 항공편 승무원은 스탠퍼드에서 돌아오는 비행기에서 부자간의 긴장을 목격했다고 진술한다. 플래시백에서 마이크는 리드 칼리지에 가고 싶어 하지만, 분은 그에게 스탠퍼드 대학교에 다니도록 강요한다. 신고를 받고 처음 출동한 경찰관은 범죄 현장에서 마이크가 "진작에 그랬어야 했는데"라고 중얼거렸다고 증언하고, 그녀와 수석 형사는 살해 도구에서 그의 지문이 발견되었다고 확인한다.
래시터 가족의 이웃들은 마이크가 어릴 적에는 분과 매우 가까웠지만 십 대가 되면서 점차 멀어졌다고 증언하며, 분이 가족과 이웃에게 오만하게 굴었다고 보고한다. 플래시백은 분의 여러 불륜과 공적으로나 사적으로 아내 로레타에게 보인 거만하고 경멸적인 행동을 보여준다. 로레타는 분이 죽은 날을 포함하여 수년간 감정적, 신체적 학대를 견뎌냈다고 증언한다. 그녀는 싸움 후에 샤워를 하러 갔다가 돌아왔을 때 그의 시체를 발견했다고 증언한다. 그녀는 눈물을 흘리며 마이크가 자신에게 그 일을 저질렀다고 인정했다고 말한다. 램지는 분이 죽은 다음 날 찍은 그녀의 멍든 몸 사진을 그의 잔인함의 증거로 제출한다.
마이크는 마침내 말하기로 결심하고 램지의 반대에도 불구하고 증인석에 서겠다고 요구한다. 그는 아버지의 오만함과 잔인함에 대한 어머니와 이웃들의 진술을 뒷받침하고, 갑자기 아버지를 죽였다고 인정하는데, 어머니를 구하기 위해서가 아니라 12살 때부터 아버지에게 강간당했기 때문에 자신을 구하기 위해서였다고 말한다. 마이크는 학대가 스탠퍼드에서 돌아오는 비행기에서 다시 시작되었고, 죽은 날 분이 다시 시도했을 때 그를 죽였다고 말한다.
검찰은 승무원을 부르는데, 그녀는 처음에는 비행기에서 아무 일도 없었다고 주장한다. 재넬의 심문하에, 승무원은 부조종사와의 불륜을 숨기고 조종실에서 너무 많은 시간을 보냈기 때문에 부자간의 특이한 상호작용을 자신 있게 부인할 수 없었다고 인정한다. 재넬은 나중에 마이크의 이야기에 의심을 품고 법정 밖에서 로레타를 만나 점차 마이크가 로레타를 보호하고 있다는 것을 추론한다. 그녀는 램지를 추궁하는데, 램지는 자신의 의무는 마이크를 구하는 것이지 진실을 찾는 것이 아니라고 말한다. 그녀는 화를 내며 떠나고, 램지는 그녀의 부재에 대한 배심원단의 반응을 걱정하지만, 계속해서 사건을 진행한다.
분의 학대에 대한 적절한 증거가 부족했음에도 불구하고, 배심원단은 마이크에게 무죄를 선고한다. 개인실에서 자신의 소지품을 기다리던 마이크는 램지를 추궁하며, 어머니가 아버지의 시신 옆에서 램지의 시계를 몰래 치우는 것을 보았다고 말한다. 마이크는 어머니를 구하기 위해 죄를 뒤집어썼지만 램지를 보호하지는 않을 것이라고 말한다. 램지는 자신의 개입을 부인하고 사건이 유효하지 않을 것이며 마이크의 신뢰도만 손상될 것이라고 말한다.
마이크는 그를 믿지 않지만 증거 부족으로 마지못해 포기한다. 그들이 모두 법원을 떠날 때, 램지는 실제 사건을 회상한다. 그와 로레타는 불륜 관계였다. 분이 아내의 불륜을 의심하게 되자, 램지는 그에게 이혼하라고 조언하지만, 분은 그녀가 자신을 떠나면 죽일 것이라고 암시한다. 로레타와 램지는 그를 죽이고 로레타의 정당방위로 사건을 꾸미기로 공모하지만, 마이크가 일찍 집에 온다. 그들이 증거를 조작하기 전에 그는 범죄를 자백한다.

## 출연진
- 키아누 리브스 - 리처드 램지 역: 피고측 변호인.
- 러네이 젤위거 - 로레타 래시터 역: 마이크의 어머니.
- 구구 음바타로 - 저넬 브레이디 역: 젊은 변호사.
- 게이브리얼 배소 - 마이크 래시터 역: 아버지 분을 살해한 혐의를 받고 있는 17살.
- 짐 벌루시 - 분 래시터 역: 가족 학대 정황이 있는 마이크의 변호사 아버지.
- 숀 브리저스 - 아서 웨스틴 역: 분의 옛 친구.